# Representações artísticas de Viriato

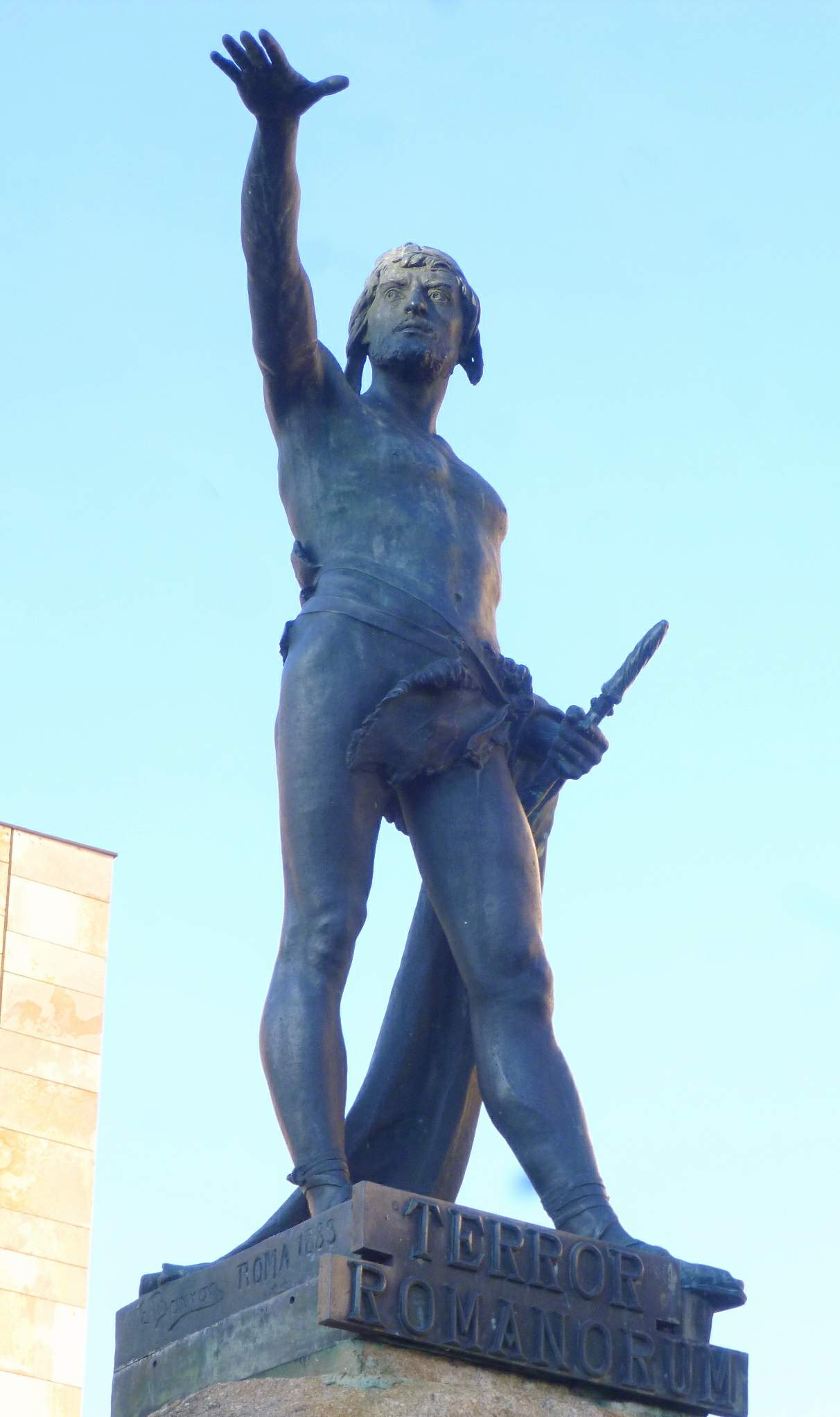
Estátua de Viriato em Zamora, Espanha.

As representações artísticas de Viriato, líder da resistência lusitana contra o domínio romano no século II a.C., foram numerosas ao longo dos séculos, especialmente em Portugal e Espanha. Como símbolo de resistência e identidade nacional, ele tem sido um tema recorrente nas artes visuais, na literatura e nos monumentos públicos. Essas representações costumam enfatizar suas virtudes como guerreiro, líder e patriota.

## Contexto histórico

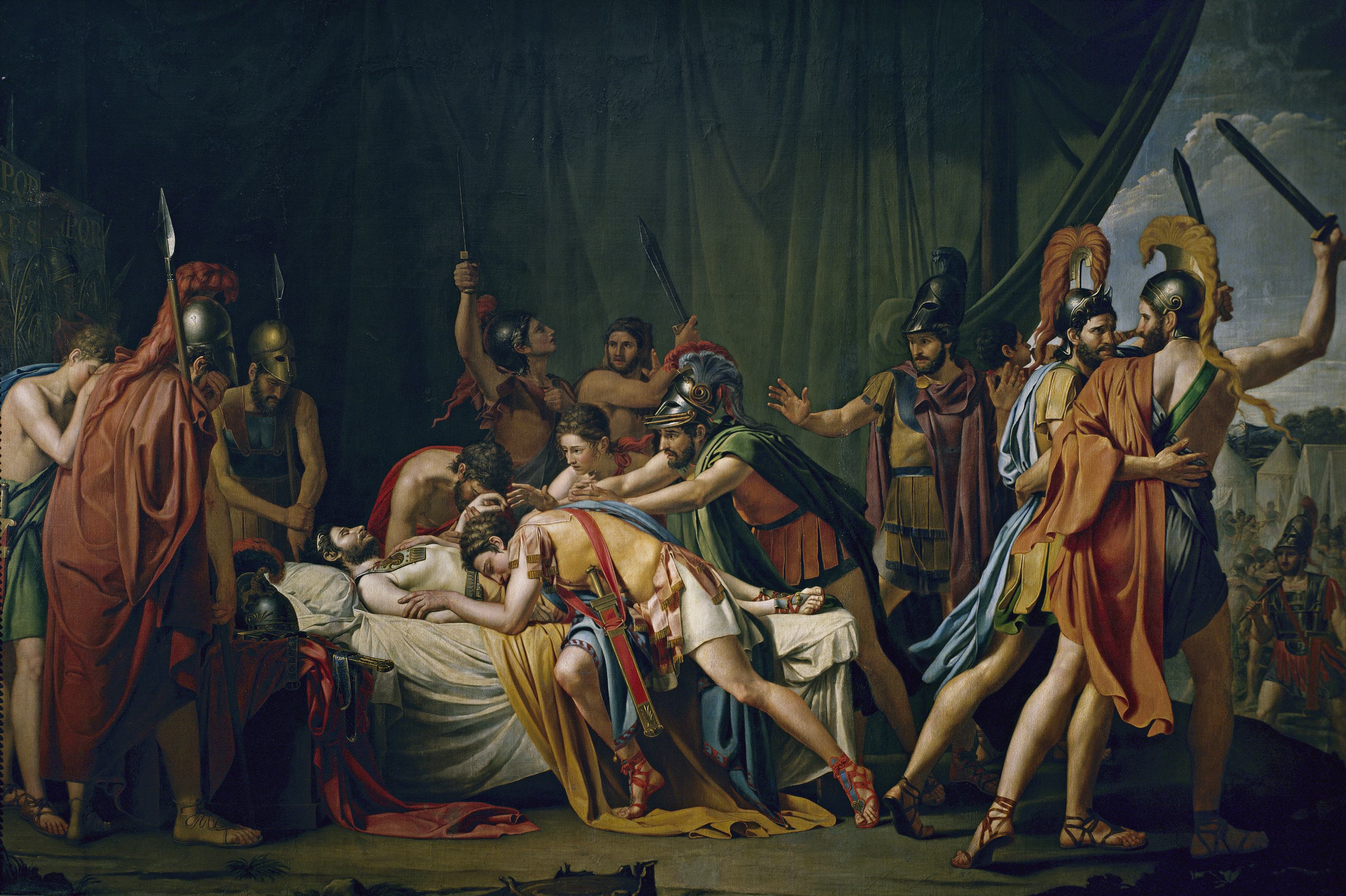
A morte de Viriato, chefe dos lusitanos, de José de Madrazo y Agudo, 1807, óleo sobre tela, 307 x 462 cm, Madrid, Museu do Prado.

Viriato (c. 180–139 a.C.) foi um chefe dos lusitanos, um povo nativo do oeste da Península Ibérica. Liderou com sucesso uma guerra de guerrilha contra as forças romanas durante vários anos, nas chamadas guerras lusitanas. Sua traição e assassinato por seus próprios emissários — supostamente subornados pelos romanos — tornaram-no uma figura quase mártir na consciência histórica ibérica.

## Artes visuais

### Pintura
Viriato tornou-se uma figura de destaque na pintura da era romântica, particularmente durante o século XIX, quando os temas de nacionalismo e resistência ganharam popularidade na arte europeia.
- "A morte de Viriato, líder dos Lusitanos" (c. 1879) de José de Madrazo y Agudo: Esta pintura retrata o assassinato de Viriato, com uma composição que remete às pinturas da história romana, sublinhando os temas de traição e perfídia romana.
- "A morte de Viriato", de José Villegas Cordero.

### Escultura

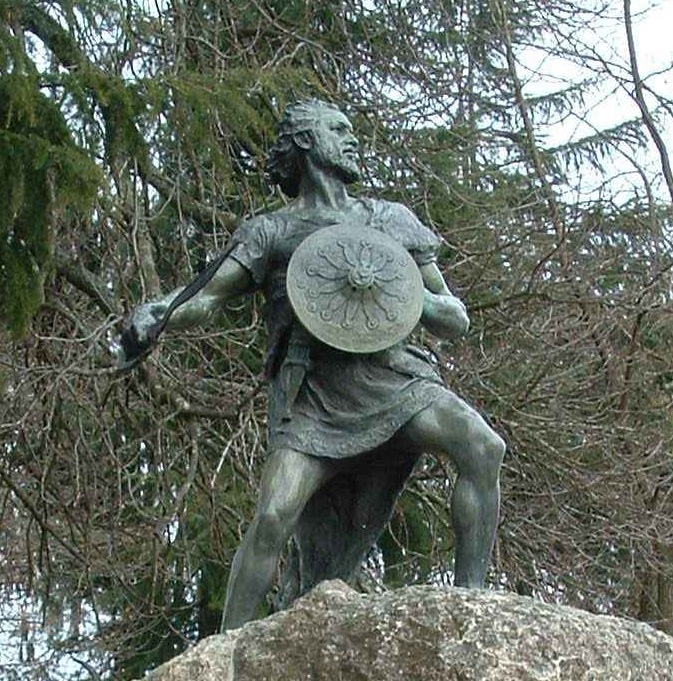
Estátua de Viriato em Viseu, Portugal.

Existem várias esculturas de Viriato. Entre as mais notáveis estão:
- Monumento a Viriato em Viseu, Portugal: Esculpido por Mariano Benlliure e inaugurado em 1940, esta estátua de bronze representa Viriato com o braço erguido, simbolizando a rebeldia. É uma das representações mais icônicas, frequentemente associada ao nacionalismo português e ao sentimento anti-imperialista.
- Estátua em Zamora, Espanha: Este monumento homenageia igualmente Viriato como um defensor heroico da liberdade e é frequentemente usado em celebrações regionais e contextos educativos.

### Literatura e teatro
Embora centradas principalmente nas artes visuais, as representações de Viriato na literatura e no teatro influenciaram sua iconografia. Peças teatrais e poemas, desde o Renascimento até a era moderna, retrataram-no como uma figura semelhante a Cristo da resistência. Esses tratamentos literários muitas vezes influenciaram as representações artísticas ao enfatizar sua superioridade moral, liderança e destino trágico.
Algumas dessas obras literárias incluem:
- Obras do Renascimento e Clássicas:
  - Luís de Camões, Os Lusíadas (1572): A epopeia nacional de Portugal faz referência a Viriato como uma figura heróica da resistência, elogiando seu valor e liderança no Livro III.
  - Félix Lope de Vega, El Viriato (perdida, c. 1600): Embora o manuscrito esteja perdido, fontes históricas confirmam que o dramaturgo do Século de Ouro espanhol escreveu uma peça dramática centrada em Viriato.
  - Brás Garcia de Mascarenhas, Viriato Trágico (século XVII): Este poema épico português eleva Viriato a um status mítico, retratando-o como um nobre patriota e mártir que encarna o espírito da resistência nacional.
- Obras dos séculos XVIII–XIX:
  - João Baptista de Almeida Garrett, Caverna de Viriato (c. 1835): Um poema épico fragmentário em que Garrett, figura central do Romantismo português, procurou criar uma epopeia nacional em torno de Viriato.[1]
- Obras do século XX:
  - Miguel Torga, vários poemas e ensaios: Torga aludiu frequentemente a Viriato como símbolo de resistência e dignidade individual, especialmente em suas obras poéticas e ensaísticas sobre o interior rural de Portugal. Destaca-se seu livro Poemas Ibéricos, onde o herói é retratado junto a outras figuras históricas.[2]
- Obras do século XXI:
  - Vicente Costalago, Euris estremeñus i sotras poemas (2025): Poema narrativo em língua extremenha que descreve a vida de vários heróis da Extremadura, sendo Viriato um deles.

Essas representações artísticas e literárias ajudaram a manter viva a memória de Viriato como símbolo de resistência e liderança na história ibérica.

## Representações modernas
Atualmente, Viriato continua a ser retratado em novelas gráficas, materiais educativos e até mesmo em videojogos como símbolo da resistência ibérica. Sua imagem também tem sido apropriada por diversos movimentos políticos e culturais em Portugal e Espanha.

## Impacto cultural
As representações artísticas de Viriato refletem a evolução das narrativas nacionais na Península Ibérica. Em Portugal, ele é frequentemente considerado um herói pré-nacional anterior à romanização da região. Na Espanha, é venerado de forma semelhante em regiões lusitanas como a Extremadura. Em todas as suas formas, sua imagem encapsula temas de liberdade, resistência, traição e as complexidades da história colonial.